# Жупа (соляна копальня)
Жу́па (прасл. *župa < *geup- від пра-і.є. *goup- — «робити склепіння», «видовбувати», «ховати») — термін, що використовувався для позначення соляної шахти; застаріла назва (у Галичині) соляної копальні в формі криниці, а також солеварні.

## Історія
У давній Польщі так називалась соляна копальня, яка зазвичай належала князям або королям. Соляною жупою —
соляною шахтою, як і рудними копальнями, керував клерк соляної шахти, призначений королівський чиновник — жупник. Крім королівських жуп були також приватні жупи. Окрім королівських соляних копалень, існували також приватні соляні копальні.
В часи середньовіччя y Польщі сіль видобували з земель:
- під Краковом, Вєлічка i Бохня, які працювали з XI століття;
- на землях Галицького князівства були шахти королівські у Тураві Сольні, Старій Солі, Ясениці, Сільці, Модричах, Стебнику, Трускавці, Калушу, Дрогобичі, Солотвині, Долині, остання працювала ще з римських часів.[5]

Працівника жупи називали жупником, а також жупниками назвали управителів соляними жупами, які виконували адміністративні, судові та господарські функції.
Гірники, що рубали «крушець» у ходах копальні звалися «залізняками» (заст. «железніками»). Їхніми снарядами були гострий залізний «дзюбак» (чекан, килюва), важкий молот і стрільний порох, якими розсаджували «шкалу». Проруб у вхід глубокий зовали «збоя». Рубаний «крушець» видобували з копальні на поверхню землі в спеціально облаштованій для цього «клеті» за допомогою «коливороту», рухомого водяною парою. Крушець той, або оруб розміщують на затилок подвір'я жупного, де він собі лежить без ужитку. У згаданій «клеті» могли також спускатися гості у «шиб», отримавши від начальника тамошнього жупного уряду дозвіл бачити копальню.